# Pheidole scapulata
Pheidole scapulata är en myrart som beskrevs av Santschi 1923. Pheidole scapulata ingår i släktet Pheidole och familjen myror. Inga underarter finns listade i Catalogue of Life.

## Bildgalleri

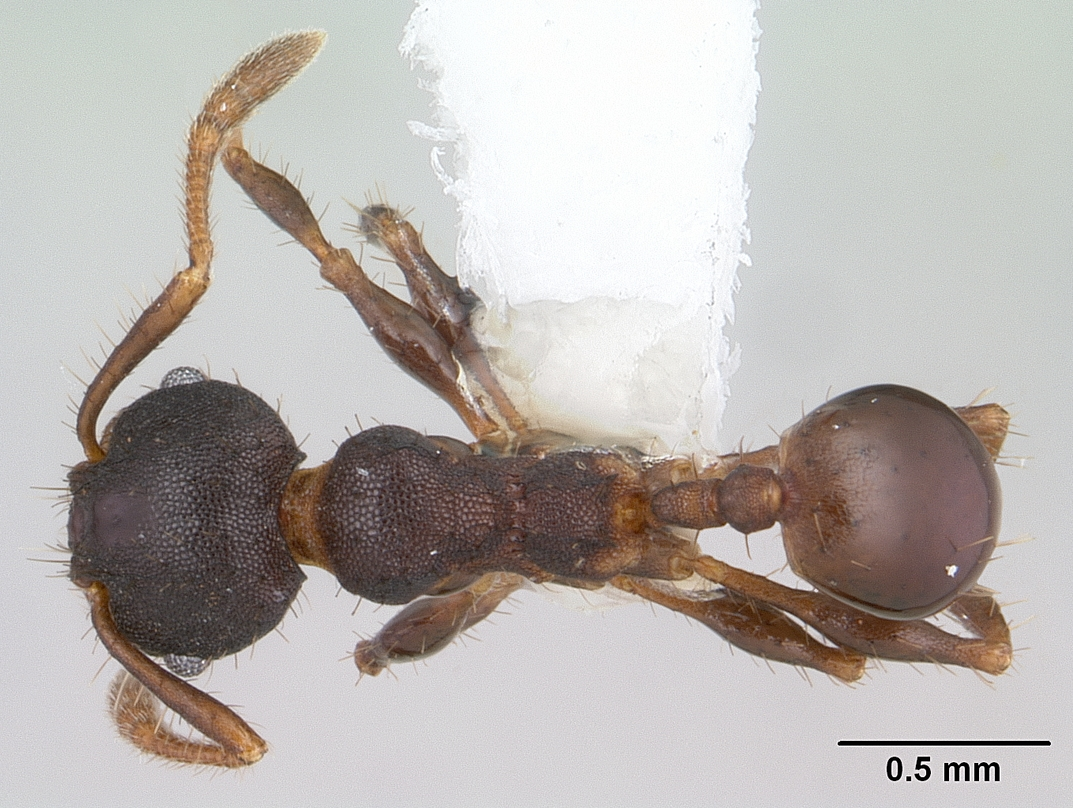
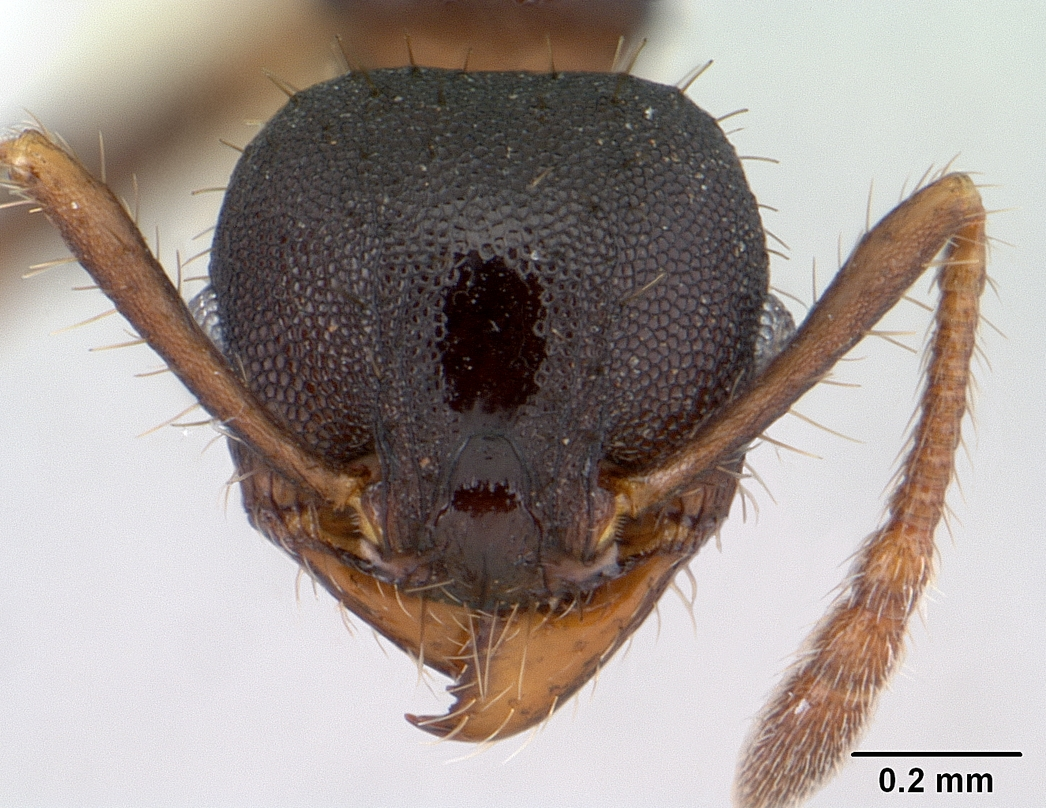
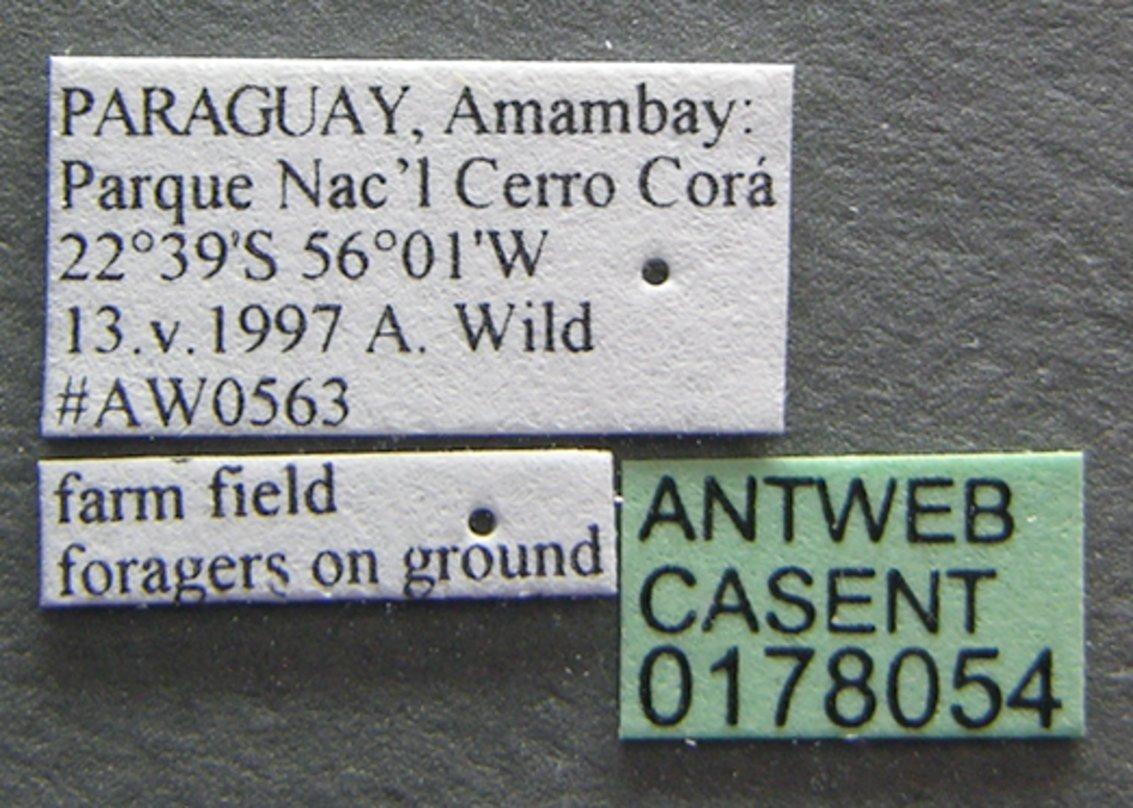
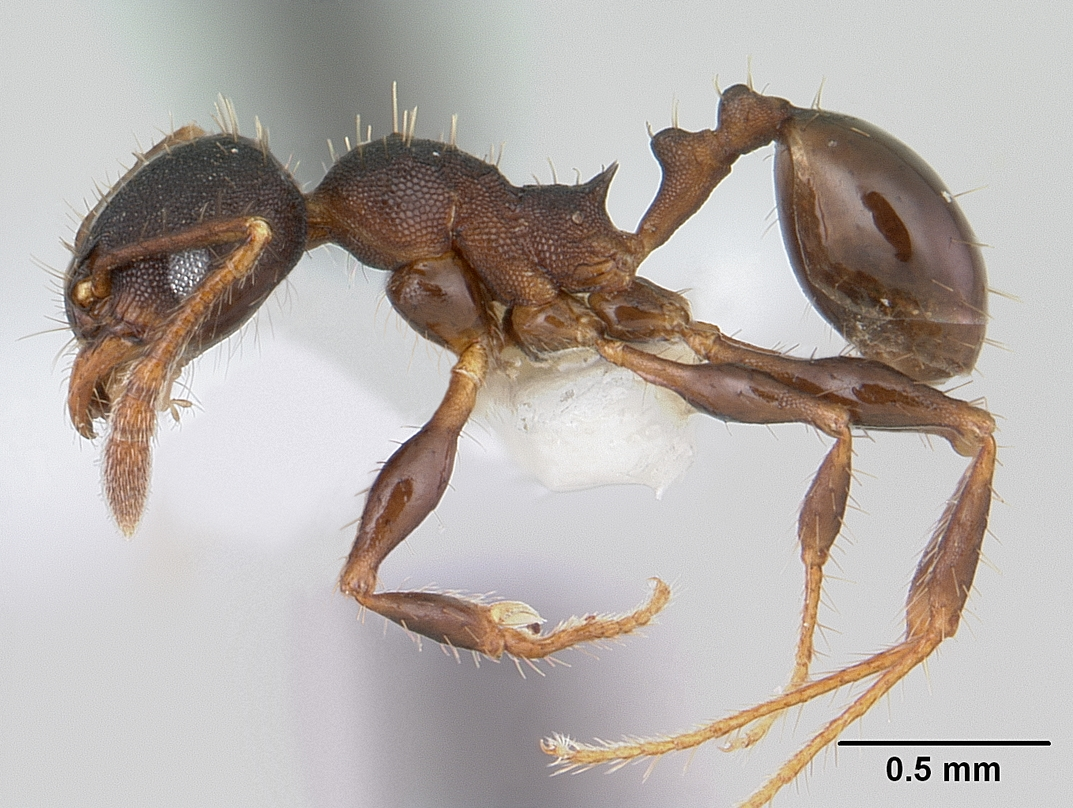